# Décès en 860
Décès
- 856
- 857
- 858
- 859
- 860
- 861
- 862
- 863
- 864

Cette page dresse une liste de personnalités mortes au cours de l'année 860 :
- 3 décembre : Abbon d'Auxerre, abbé de Saint-Germain d'Auxerre puis évêque d’Auxerre.

- Æthelbald, roi du Wessex[1].
- Ermentaire de Noirmoutier, moine et historien de l'abbaye de Saint-Philibert de Tournus.
- Guy Ier de Spolète, abbé de Mettlach puis duc de Spolète.
- Hilduin de Saint-Martin, abbé laïc de Saint-Martin de Tours.

date incertaine (vers 860)
- Al-Abbâs ibn Saïd al-Jaouharî, géomètre qui travailla à la maison de la sagesse de Bagdad et pendant une courte période à Damas.

## Crédit d'auteurs
- Cet article est partiellement ou en totalité issu de l'article intitulé « 860 » (voir la liste des auteurs).